# 希奇內
50°10′56″N 35°38′6″E / 50.18222°N 35.63500°E
希奇內（羅馬化：Shyichyne）是位於烏克蘭東部哈爾科夫州博霍杜希夫區博霍杜希夫市鎮的村莊。該村始建於1868年，面積0.66平方公里，海拔高度141米，2001年人口135，人口密度每平方公里205人。